# Crkva sv. Roka u Starom Gradu
Crkva sv. Roka nalazi se u Starom Gradu na Hvaru. Smještena je uz istočnu stranu Tvrdalja Petra Hektorovića, a izvan njegovih zidina kako ne bi bila samo za privatnu uporabu. 
Sv. Rok se u Starom Gradu odavno štuje kao svetac zaštitnik grada i njegov se blagdan slavi 16. kolovoza kao Dan grada.

## Opis i povijest
Crkva je podignuta 1569. kao zadužbina Petra Hektorovića te je građena uz njegovu financijsku potporu. On je crkvu završio vjerojatno do visine deseterolisne rozete. Iznad portala je luneta s natpisom koji je vjerojatno zadnji epistopalni uradak pjesnika:
AD LAVDEM DEI ET

HONOREM TVVM BEATE

ROCHE TEMPLVM HOC EDIFI

CAVIMVS ORA EVM PRO NOBIS

ET PROTEGE NOS. M.D.L.X.VIIII
NA SLAVU BOGA I

U TVOJU ČAST, BLAŽENI

ROKO, PODIGLI SMO OVAJ HRAM

MOLI NJEGA ZA NAS

I ŠTITI NAS. 1569.
Na vrhu pročelja je zvonik na preslicu podignut 1783. Crkva je prvo bila longitudinalna, a oblik križa je dobila dogradnjom bočnih kapela 1898. godine. 
Iste je godine, pod kamenim stubama, otkriven mozaik rimskih termi pa je nalaz zabilježen na jednoj od stuba. 
Crkva je imala bratovštinu od koje se sačuvao bratimski barjak iz 18. st. O bratovštini govori natpis na donjem pragu ulaznih vrata:

NEKA JE POKOJ ČLANOVIMA BRATOVŠTINE SV. ROKA KOJI OVDJE POČIVAJU.
Na glavnom oltaru se nalazi kip sv. Roka iz 17. st., rad nepoznate mletačke radionice, dok je oltar djelo Andrije Bruttapelle iz 1774. godine.

## Zaštita
Pod oznakom Z-5713 zavedena je kao nepokretno kulturno dobro - pojedinačno, pravna statusa zaštićena kulturnog dobra, klasificirano kao "sakralna graditeljska baština".

## Vanjske poveznice
|  | Zajednički poslužitelj ima još gradiva o temi Crkva sv. Roka u Starom Gradu |

- Mirko Crnčević: Obnavlja se crkva svetoga Roka u Starome Gradu   Arhivirana inačica izvorne stranice od 31. siječnja 2017. (Wayback Machine), Misija, Slobodna Dalmacija, 18. siječnja 2017.